# Octavie Thomas de Saint-Laurent
Octavie Thomas, comtesse de Saint-Laurent, née le 12 avril 1845 à Seyssel et morte le 31 janvier 1940 à La Bastide-d'Engras, est une militante politique française. Très pieuse, elle se réclame du catholicisme intransigeant. Elle fonde la Ligue des femmes françaises en compagnie de Jeanne Lestra et du jésuite Antonin Eymieu et en prend la présidence générale.    

## Biographie

### Famille
Octavie Bolot d'Ancier est issue d'une noble famille installée à Saint-Cyr-sur-Rhône. Elle possède le château de Montlys et a des intérêts dans les ateliers verriers de Givors. Henri Bolot d'Ancier[réf. nécessaire], le père d'Octavie, mène des activités industrielles modernes sans toutefois abandonner le mode de vie d'un châtelain.  
En 1868, à 23 ans, Octavie épouse Henri Thomas de Saint-Laurent, héritier d'une famille de noblesse pontificale d'Avignon détentrice de domaines à La Bastide-d'Engras, au nord d'Uzès. Le comte de Saint-Laurent, contrairement à ses ascendants, a choisi de s'engager dans une carrière industrielle plutôt que militaire. Après avoir fait ses études à l'École polytechnique, il est entré au corps des Ponts-et-Chaussées. Il travaille tout d'abord comme cadre au sein des Houillères de Rochebelle, près d'Alès — mais dont le siège est à Lyon —, puis en devient le directeur,. Il est également l'un des membres de La Congrégation, une association de laïcs visant à la défense du catholicisme intransigeant.  
Le couple a sept enfants : trois fils qui échouent à perpétuer la lignée — ce qui sera un déchirement pour leur mère —, et quatre filles qui se marient avec les descendants de familles nobles françaises de premier rang.  

### Engagement politique
La création de la Ligue des femmes françaises fait suite de peu à l'échec d'une pétition lancée dans les milieux catholiques lyonnais : cette dernière, qui réclamait l'abandon de la loi de 1901 sur les associations, recueille 600 000 signatures de femmes et est portée au Sénat le 14 juin 1901 par le parlementaire Antonin Gourju. Mais les sénateurs n'en tiennent pas compte et votent la loi le 23 juin 1901. C'est dans ce contexte que les femmes catholiques de Lyon vont constituer une ligue : leur but est de peser sur les élections législatives d'avril 1902 pour permettre aux catholiques de chasser l'irréligion du gouvernement. Les trois fondateurs de la ligue sont Jeanne Lestra, le jésuite Antonin Eymieu et Octavie Thomas de Saint-Laurent. L'initiative de la fondation revient à Jeanne Lestra et au père Eymieu ; c'est d'ailleurs ce dernier qui propose le nom de « Ligue des femmes françaises ». Le 29 septembre 1901, la ligue publie son manifeste fondateur où s'affirment ses buts : « Arrière les sans-patrie et les sectaires ! Les femmes de France sont pour la patrie, la propriété, la liberté. Et elles se liguent pour les défendre ». Le 3 octobre 1901, Jeanne Lestra et le père Eymieu parviennent à convaincre la comtesse de Saint-Laurent de prendre la présidence générale de l'association ; le père Eymieu s'effacera progressivement de la direction de la ligue.

En 1902, la comtesse de Saint-Laurent publie la déclaration suivante :

« Marchons donc vaillamment dans la voie qui nous est tracée par la divine providence et, unissant nos efforts dans le même élan de charité et de patriotisme, ne formons plus, comme les premiers chrétiens, qu’un seul cœur et une seule âme. Toujours en avant pour prier, pour agir et pour lutter, montrons à tous ce que peuvent les femmes françaises quand elles combattent sous l’étendard du Sacré-Cœur et qu’elles cherchent avant tout l’avènement de son règne »

Au moment des élections législatives françaises de 1906, la comtesse de Saint-Laurent invite — dans le bulletin de la ligue — les femmes à surveiller les « mauvais votes » des hommes de leur famille.